# 베트남의 총독
베트남의 총독 또는 인도차이나 총독은 프랑스가 국가 원수를 대신하여 인도차이나의 정치, 군사, 민사, 외교, 재정, 경제 등의 모든 면을 통괄하는 직책이다.

## 코친차이나 총독(1868 - 1887)
- 육군소장 다로(D'arhaud) - 1868 ~ ?

## 인도차이나 총독(1887 ~ 1953)
- 민간인 꽁스땅(Constant) - 1887 ~ ?
- 민간인 두메르(Duunet) - 1897 ~ 1902

## 남부 통독
- 육군소장 드라 구랑데에르(De la Grandier) - 1865 ~ ?
- 해군소장 뒤쁘레(Dupre) - 1872 ~ ?

## 중부, 라오스, 캄보디아 흠사(1863(1893) ~ 1949(1953))
- 초대: , ? ~ ?

## 북부 통사
- 초대: , ? ~ ?

## 참고 하기
- 인도의 총독